# Жу (озеро)
Жу (фр. Lac de Joux) — озеро в Швейцарії.
Озеро знаходиться в однойменній долині в горах Юра на висоті 1004 м над рівнем моря. Це найвище із озер Швейцарії з площею поверхні понад 5 км². Жу має форму витягнутого овалу з діаметрами 9 км і 1 км, площа дзеркала — близько 9,5 км². Через озеро протікає річка Орба. За 200 м на північ розташоване маленьке озеро Брене (0,8 км²), але воно знаходиться на висоті 1002 м.
Озеро знаходиться приблизно за 50 км на північ від Женеви і Лозанни на території кантону Во.